# Hannah Cairo
Hannah Mira Cairo (nacida en 2007) es una matemática estadounidense que ganó reconocimiento a los 17 años por refutar la antigua conjetura de Mizohata-Takeuchi en el análisis armónico .

## Biografía
Cairo nació en Nasáu, Bahamas. Durante la pandemia de COVID-19, comenzó a participar en el Círculo de Matemáticas de Berkeley (BMC) de forma remota. Después de mudarse a Estados Unidos, continuó asistiendo a clases de matemáticas de nivel universitario en la Universidad de California, Berkeley , incluyendo cursos impartidos por el matemático Ruixiang Zhang.
Se espera que en el otoño de 2025 comience sus estudios de doctorado en la Universidad de Maryland, centrándose en la teoría de restricción de Fourier.

## Trabajo matemático
Mientras estudiaba con Zhang, Cairo comenzó a trabajar en la conjetura de Mizohata-Takeuchi, que había permanecido sin resolver desde la década de 1980. Inicialmente, con el objetivo de demostrar la conjetura, construyó un contraejemplo que la refutó. Su trabajo implicó el uso de fractales y otras herramientas y originalmente resultó en un contraejemplo más complejo antes de encontrar un ejemplo más simple después de reformular el problema en el espacio de frecuencias.
Sus hallazgos se publicaron en la preimpresión titulada " Un contraejemplo de la conjetura de Mizohata-Takeuchi" y se subieron al servidor de preimpresiones de arXiv el 10 de febrero de 2025. Ese mismo año, presentó su trabajo en el XII Congreso Internacional de Análisis Armónico y Ecuaciones Diferenciales Parciales en El Escorial, España. Los medios la describieron como una de las matemáticas más jóvenes en resolver un importante problema abierto.

## Publicaciones seleccionadas
Cairo, Hannah Mira (2025). « Un contraejemplo de la conjetura de Mizohata-Takeuchi ». arXiv .